# Nicobium villosum
Nicobium villosum is een keversoort uit de familie klopkevers (Anobiidae). De wetenschappelijke naam van de soort is voor het eerst geldig gepubliceerd in 1838 door Brullé.